# Galka
Il Galka (in russo  Галка?) è un fiume della Russia, affluente di sinistra del Bakčar. Scorre nel distretto Bakčarskij dell'oblast' di Tomsk.
La sorgente si trova nella zona paludosa della pianura di Vasjugan; il fiume scorre in direzione nord-orientale. La sua lunghezza è di 145 km, l'area del bacino è di 1300 km². Sfocia nel fiume Bakčar a 132 km dalla foce, dopo aver attraversato il villaggio di Bakčar. 